# Groeve Groot Welsden

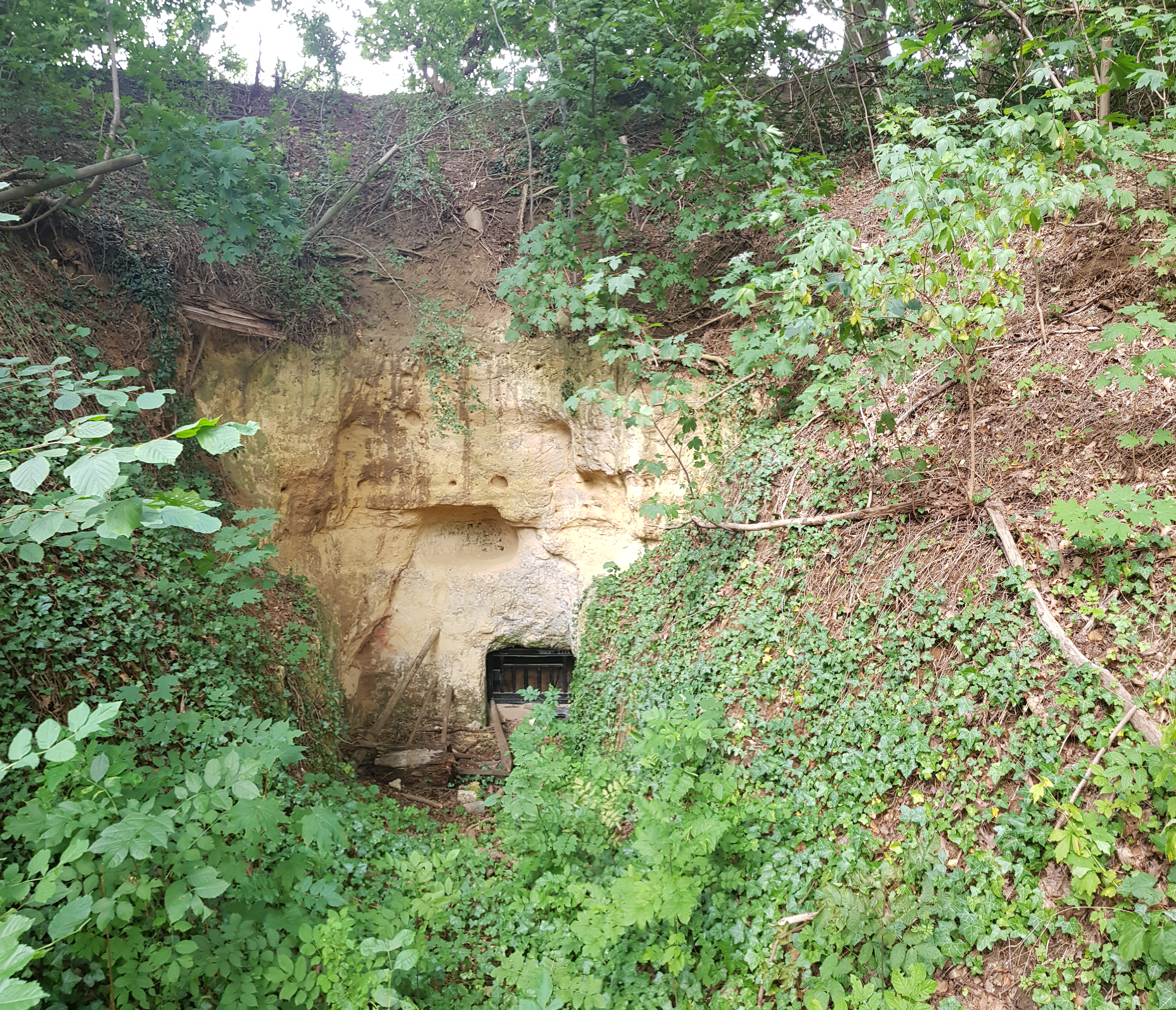
Groeve Groot Welsden anno 2019

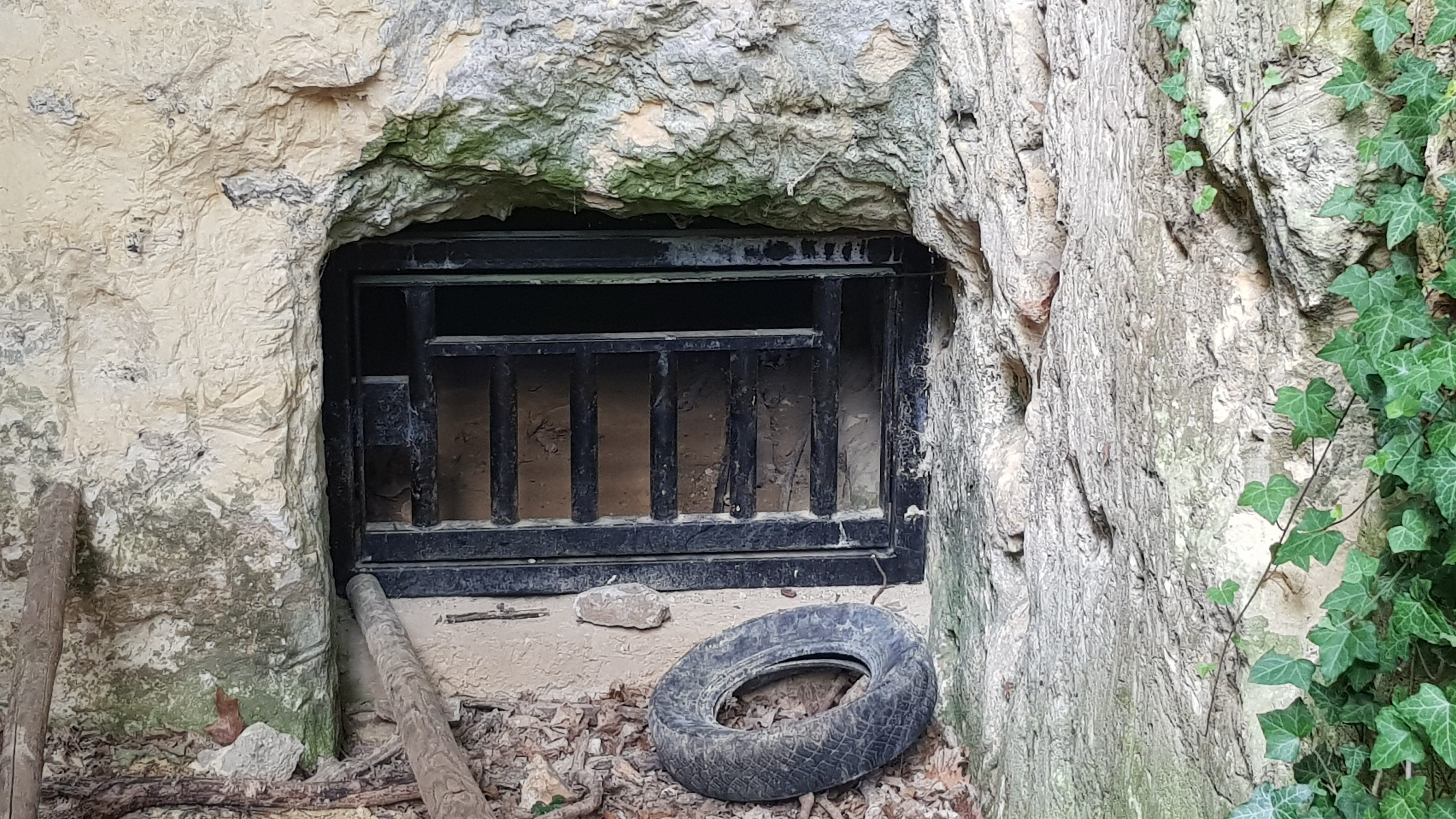
Kruipgat met traliewerk

De Groeve Groot Welsden is een Limburgse mergelgroeve in de Nederlandse gemeente Eijsden-Margraten. De ondergrondse groeve ligt in Groot Welsden tussen de huisnummers 10 en 12 aan de overzijde van de weg. De groeve ligt midden op het Plateau van Margraten aan de rand van het droogdal Sibbersloot.
Ongeveer 700 meter naar het noordwesten lag de Groeve het Houbenbergske I en ongeveer 600 meter naar het noordwesten lag de groeve Groeve het Houbenbergske II.

## Geschiedenis
De groeve werd door blokbrekers ontgonnen voor de winning van kalksteenblokken.
In 1940 werd de groeve dichtgemaakt en het gat opgevuld.
Later heeft men de groeve weer open gemaakt voor vleermuizen.

## Groeve
De ingang van de groeve is een kruipgat met een hoogte lager dan een meter. De ingang is afgesloten met traliewerk, zodat vleermuizen de groeve kunnen gebruiken als verblijfplaats.